# Boxe aux Jeux olympiques d'été de 1928
Navigation
Paris 1924 Los Angeles 1932
Aux Jeux olympiques d'été de 1928, huit épreuves de boxe anglaise se sont disputées du 7 au 12 août 1928 à Amsterdam, Pays-Bas.

## Résultats

### Podiums

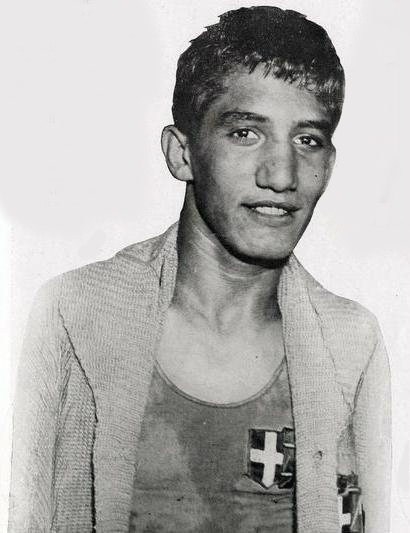
Vittorio Tamagnini, vainqueur de la compétition des poids coqs.

| Catégories                 | Or                 | Argent         | Bronze             |
| Poids mouches (-50,8 kg)   | Antal Kocsis       | Armand Apell   | Carlo Cavagnoli    |
| Poids coqs (-53,5 kg)      | Vittorio Tamagnini | John Daley     | Harry Isaacs       |
| Poids plumes (-57,2 kg)    | Bep van Klaveren   | Víctor Peralta | Harold Devine      |
| Poids légers (-61,2 kg)    | Carlo Orlandi      | Steve Halaiko  | Gunnar Berggren    |
| Poids welters (-66,7 kg)   | Edward Morgan      | Raul Landini   | Raymond Smillie    |
| Poids moyens (-72,6 kg)    | Piero Toscani      | Jan Hermanek   | Leonard Steyaert   |
| Poids mi-lourds (-79,4 kg) | Victor Avendano    | Ernst Pistulla | Karel Miljon       |
| Poids lourds (+79,4 kg)    | Arturo Rodriguez   | Nils Ramm      | Michael Michaelsen |

### Tableau des médailles
Un classement par nations dominé par les Italie avec trois titres olympiques. Les boxeurs argentins remportent quatre médailles, la meilleure moisson en boxe lors de ces jeux à égalité avec les boxeurs italiens. Le pays hôte néerlandais remporte une médaille d'or et une de bronze alors que les combattants français remportent une médaille d'argent par Armand Apell.
| Place | Pays              | Médaille d'or, Jeux olympiques | Médaille d'argent, Jeux olympiques | Médaille de bronze, Jeux olympiques | Total |
| ----- | ----------------- | ------------------------------ | ---------------------------------- | ----------------------------------- | ----- |
| 1     | Italie            | 3                              | 0                                  | 1                                   | 4     |
| 2     | Argentine         | 2                              | 2                                  | 0                                   | 4     |
| 3     | Pays-Bas          | 1                              | 0                                  | 1                                   | 2     |
| 4     | Hongrie           | 1                              | 0                                  | 0                                   | 1     |
| -     | Nouvelle-Zélande  | 1                              | 0                                  | 0                                   | 1     |
| 6     | États-Unis        | 0                              | 2                                  | 1                                   | 3     |
| 7     | Suède             | 0                              | 1                                  | 1                                   | 2     |
| 8     | Allemagne         | 0                              | 1                                  | 0                                   | 1     |
| -     | France            | 0                              | 1                                  | 0                                   | 1     |
| -     | Tchécoslovaquie   | 0                              | 1                                  | 0                                   | 1     |
| 11    | Afrique du Sud    | 0                              | 0                                  | 1                                   | 1     |
| -     | Belgique          | 0                              | 0                                  | 1                                   | 1     |
| -     | Canada            | 0                              | 0                                  | 1                                   | 1     |
| -     | Danemark          | 0                              | 0                                  | 1                                   | 1     |
| Total | 14 pays médaillés | 8                              | 8                                  | 8                                   | 24    |